# Nemotelus atbassaricus
Nemotelus atbassaricus är en tvåvingeart som beskrevs av Pleske 1937. Nemotelus atbassaricus ingår i släktet Nemotelus och familjen vapenflugor. Inga underarter finns listade i Catalogue of Life.